# Skelettmesser

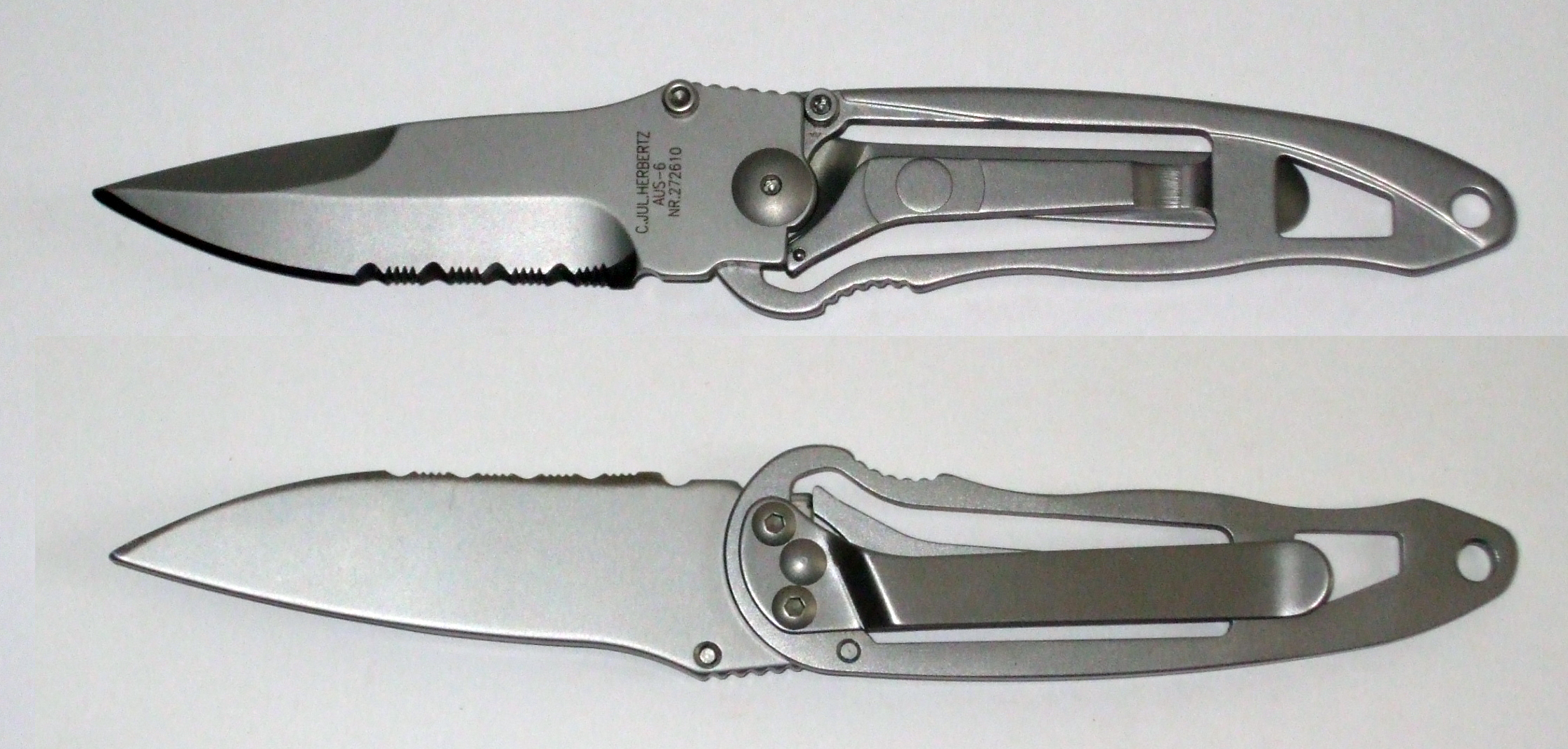
Skelettmesser

Skelettmesser werden Messer ohne Griffschalen genannt, die nur Klinge und Voll-Erl besitzen. 

## Aufbau
Der Name kommt daher, dass das Messer ohne Griffschale quasi skelettiert ist. Dadurch sind Skelettmesser zwar deutlich leichter, liegen ohne Griff aber nicht so gut in der Hand, wie herkömmliche Messer. In Form und weiteren Eigenschaften variieren Skelettmesser stark. Es gibt sie sowohl als Klappmesser, als auch mit feststehender Klinge. 